# 바버라 존스 (육상 선수)
바버라 펄 존스(Barbara Pearl Jones, 1937년 3월 26일 ~ )는 전 미국의 육상 선수로 올림픽 400m 릴레이 2관왕이었다.
시카고에서 태어난 존스는 1952년 헬싱키 올림픽에서 400m 릴레이에 나가 메이 패그스, 재닛 보로, 캐서린 하디와 함께 금메달을 땄는데, 그녀는 15세 123일이란 최연소 여성 올림픽 금메달리스트가 되었다.
테네시 주립 대학교에서 수학하면서 다음 올림픽을 놓쳤으나, 1960년 로마 올림픽에 돌아와 마사 허드슨, 루신다 윌리엄스, 그리고 100m-200m 우승자 윌머 루돌프와 팀을 이루어 400m 릴레이 2연승을 하였다.